# Tabela de Elementos

A Tabela dos Elementos ou tábua de elementos é uma seção do Código de Pontos elaborado pela FIG. Nela, baseiam-se técnicos, ginastas e juízes ao avaliarem, validarem e selecionarem os movimentos.
É dela que se retiram os valores de dificuldade das rotinas realizadas nos eventos oficiais, sejam eles nacionais, regionais ou internacionais.

## Funções
Esta tabela é usada para identificar, classificar e atribuir valores aos elementos gímnicos. Cada acrobacia e passada (elemento de ligação entre uma acrobacia e outra) é enumerada, figurada e então recebe uma atribuição classificativa de dificuldade específica.
É dela que a banca de juízes A, retira os valores de dificuldade das rotinas realizadas pelos ginastas.

## Generalidades
Hoje, a classificação é diferente entre os elementos das provas masculinas e os das provas femininas. Enquanto os movimentos masculinos são distribuídos entre os conceitos, A, B, C, D e F (super-E), os femininos são distribuídos de A à G.
Apesar de ser frequentemente revista pela Federação Internacional, a Tabela de Elementos, em 2006, não sofreu grandes alterações durante a reestruturação promovida pela entidade.

## Elaboração
O Comitê Técnico da FIG é o responsável pela Tabela, avaliando e classificando os mais variados movimentos, dando a eles, valores mais elevados ou reduzidos de acordo com as técnicas envolvidas. Além disso, o Comitê também é responsável por excluir permanentemente aqueles movimentos em demasiado perigosos à integridade física do ginasta, seja por meio de uma liminar, seja por meio de notas baixas a fim de dissuadi-los a executar tais movimentos.
- Nota: A Tabela de Elementos está inserida no Códido de Pontos e sofre modificação a cada ciclo olímpico. Para melhor acompanhamento, vide em Ligações Externas. Existe uma tabela referente a cada uma das seis modalidades competitivas.

## Nomeação
Os elementos adicionados na Tabela podem ser nomeados após a primeira execução bem sucedida do mesmo por um ginasta. Ou seja, se um atleta é o primeiro a executar o movimento X, este irá para a Tabela de Elementos com seu nome. Contudo, isso só ocorrerá caso o movimento, até então original, seja apresentado, avaliado e incluído na Tabela antes de ser realizado - pelo ginasta requerente em questão - ou em um Campeonato Mundial de Ginástica Artística ou em uma competição olímpica.

### Movimentos
Abaixo, alguns movimentos nomeados em homenagem aos primeiros ginastas executantes:
- Chusovitina: Círculo gigante, seguido de uma parada de mãos com uma volta completa e parada de mãos novamente.
- Dos Santos I (Duplo Twist Carpado): Dois giros em torno do corpo, seguido de dois mortais no ar com uma flexão no quadril levando as mãos à altura do joelho.
- Tkachev – Ginasta larga a barra, passa de costas por cima dela na posição carpada ou compernas separadas, e em seguida, pega a barra novamente.
- Tsukahara – Salto mortal duplo com um parafuso completo no primeiro salto.
- Überschlag estendido para trás - Com empunhadura dorsal, o ginasta dá um impulso estendido a partir da parada de mãos; Estende-se mais o corpo, para passar pela vertical totalmente estendido e em seguida acelerar o movimento das pernas. Na horizontal, diminui-se a velocidade do impulso das pernas. A cabeça fica em posição normal, e as mãos dão um impulso para se soltarem do aparelho. Continua-se o giro até pousar com segurança nos pés.